# Billie Lourd
Billie Catherine Lourd, född 17 juli 1992 i Los Angeles, är en amerikansk skådespelerska. 
Hon spelar rollen som Chanel #3 i skräck-komediserien Scream Queens. Hon spelar också Lieutenant Connix i filmerna Star Wars: The Force Awakens och Star Wars: The Last Jedi. Hon är dotter till skådespelerskan Carrie Fisher och barnbarn till skådespelerskan Debbie Reynolds.
Lourd förlovade sig med skådespelaren Austen Rydell i juni 2020 och deras son föddes i september 2020.

## Filmer
- Star Wars: The Force Awakens
- Star Wars: The Last Jedi
- Billionaire Boys Club
- Girls with Balls
- Booksmart
- Star Wars: The Rise of Skywalker
- Ticket to Paradise
- Smurfar
- 2024 – The Last Showgirl
- 2025 – Adulthood

### TV serier
- Scream Queens
- American Horror Story: Cult
- American Horror Story: 1984
- American Horror Story:Apocalypse
- Will & Grace